# Zbor Izvor
Zbor Izvor je pjevački zbor mladih iz župe sv. Josipa na zagrebačkoj Trešnjevci i jedan od najpoznatijih izvođača popularne duhovne glazbe, posebno gospela, u Hrvatskoj. Osnovan je 1993. pod vodstvom Ivane Jelinčić. Široj javnosti zbor je poznat po nastupu u natjecanju Hrvatske radiotelevizije Do posljednjeg zbora 2011., na kojem je osvojio drugo mjesto.
Nastupali na Zagorje blues etno festivalu (2004.), Uskrsfestu, Bonofestu (2015., s Ivanom Husar Mlinac), Stepinčevim notama u Koprivnici (2011.), Dominus festu u Osijeku (2011.).  Na 15. Međunarodnom natjecanju zborskog pjevanja u Veroni osvojili su prvo mjesto u kategoriji jazz/blues/pop te nagradu »Zlatni mikrofon« na prvom Gospel festu u Križevcima 2012.
Zbor je surađivao i nastupao s Mijom Dimšić, Oliverom Dragojevićem i Zlatanom Stipišićem (u sklopu koncertne promidžbe albuma Familija 2017., u zagrebačkoj Areni, Puli, Splitu, Varaždinu i Osijeku te Sloveniji), Ivom Gamulinom (na projektu Božićna priča 2010.), Gloriom Gaynor (na humanitarnom koncertu u Koncertnoj dvorani Vatroslava Lisinskog), Ivanom Kindl (na albumu Gospel u Komediji, dobitnik Porina za najbolji album duhovne glazbe), Radojkom Šverko i dr.

## Diskografija
- Izvor, Glas Koncila, 2003.
- IZVORni Božić, Glas Koncila, 2007. (suradnja s Ivanom i Marijom Husar)
- Izbor LIVE 20 godina, Aquarius Records, 2013.

## Vanjske poveznice
- Zbor na mrežnim stranicama Župe sv. Josipa u Zagrebu
- Podatci u bazi Fine
- Službena stranica na Apple Music
- Službene stranice na Deezeru
- Službena stranica na Facebooku
- Službeni kanal na YouTubeu